# Ryōko Horibe
Ryōko Horibe (堀部涼子?, Horibe Ryōko; Kunimicho, 3 agosto 1976) è un'ex cestista giapponese.

## Carriera
Con il Giappone ha disputato due edizioni dei Campionati del mondo (1998, 2002).